# Małszewo

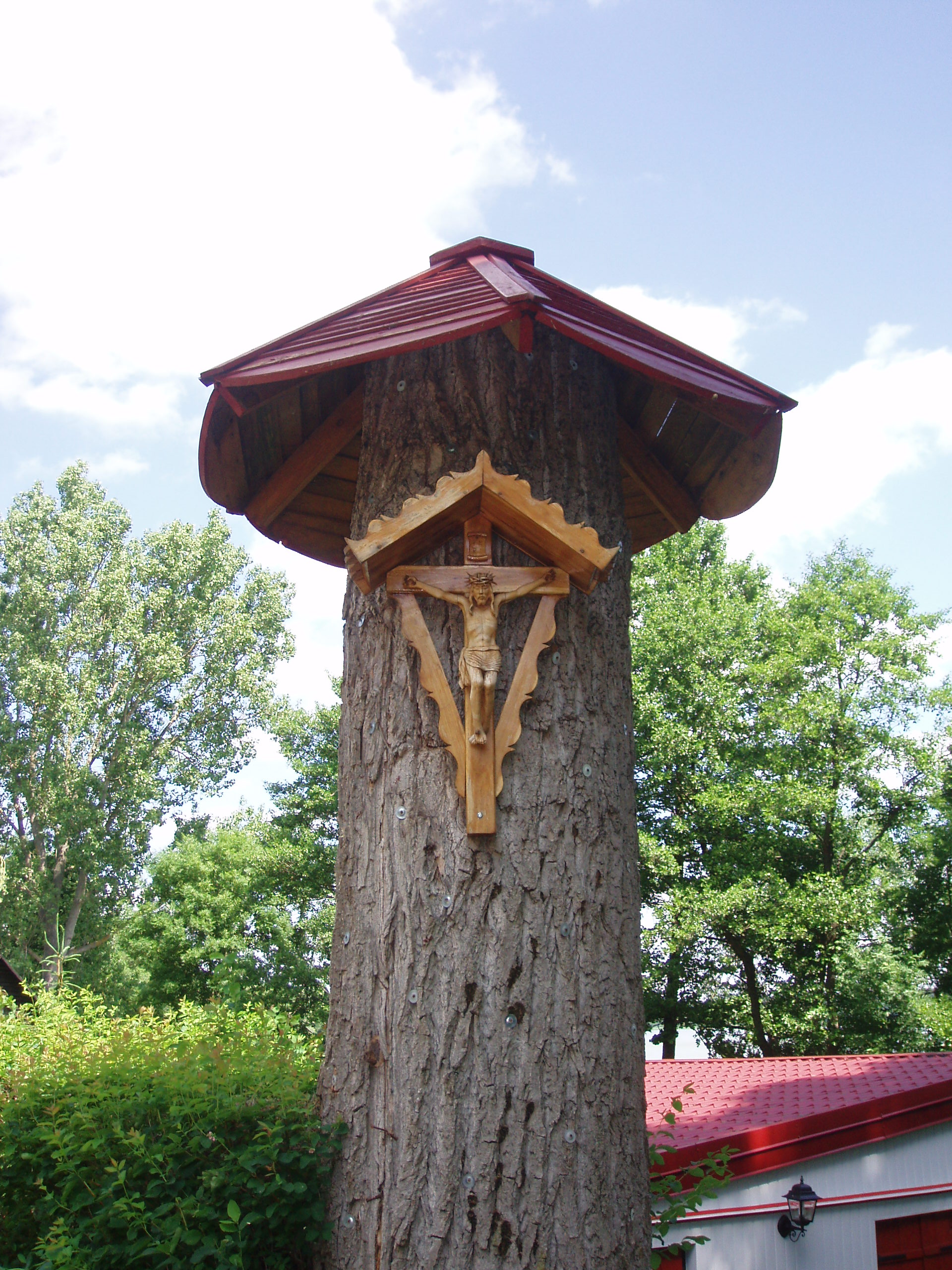
Drewniana kapliczka w Małszewie

Małszewo (niem. Malschöwen, w latach 1938–1945 Malshöfen) – wieś w Polsce położona w województwie warmińsko-mazurskim nad Jeziorem Małszewskim, w powiecie szczycieńskim, w gminie Jedwabno. W latach 1975–1998 miejscowość administracyjnie należała do województwa olsztyńskiego.
Wieś lokowana w 1383 r.

## Zabytki
- Drewniana karczma z 1813, złożona z trzech przylegających do siebie budynków (karczma i stajnia)
- Drewniany młyn i dom z XIX w.[4] nad strumieniem, wpadającym do jeziora Małszewskiego
- Drewniana chałupa przysłupowa